# Kulturministeriets forskningsudvalg
Kulturministeriets Forskningsudvalg er et udvalg bestående af forskere med viden om forskningen på Kulturministeriets område, som rådgiver Kulturministeren i spørgsmål der vedrører forskning. Siden 2009 har Anne-Marie Mai været formand.

## Eksterne kilder og henvisninger
- Om udvalget på kum.dk Arkiveret 5. november 2011 hos  Wayback Machine

| Myndighed | Spire Denne artikel om en offentlig myndighed er en spire som bør udbygges. Du er velkommen til at hjælpe Wikipedia ved at udvide den. |